# Erythronium albidum
Erythronium albidum är en liljeväxtart som beskrevs av Thomas Nuttall. Erythronium albidum ingår i Hundtandsliljesläktet och i familjen liljeväxter. Inga underarter finns listade.

## Bildgalleri

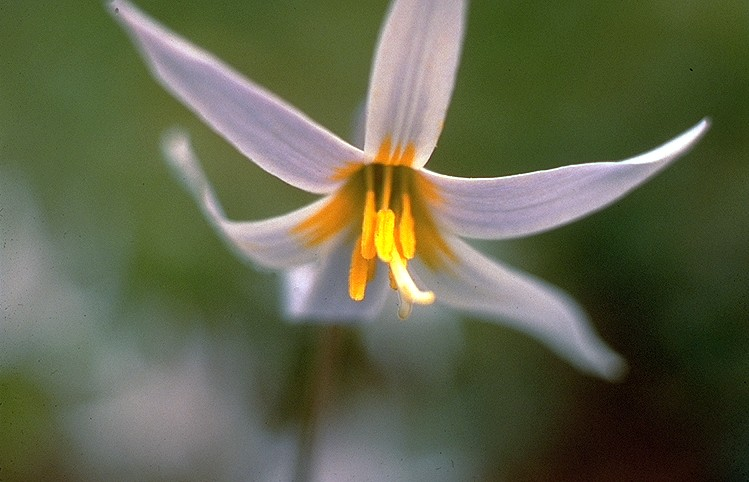
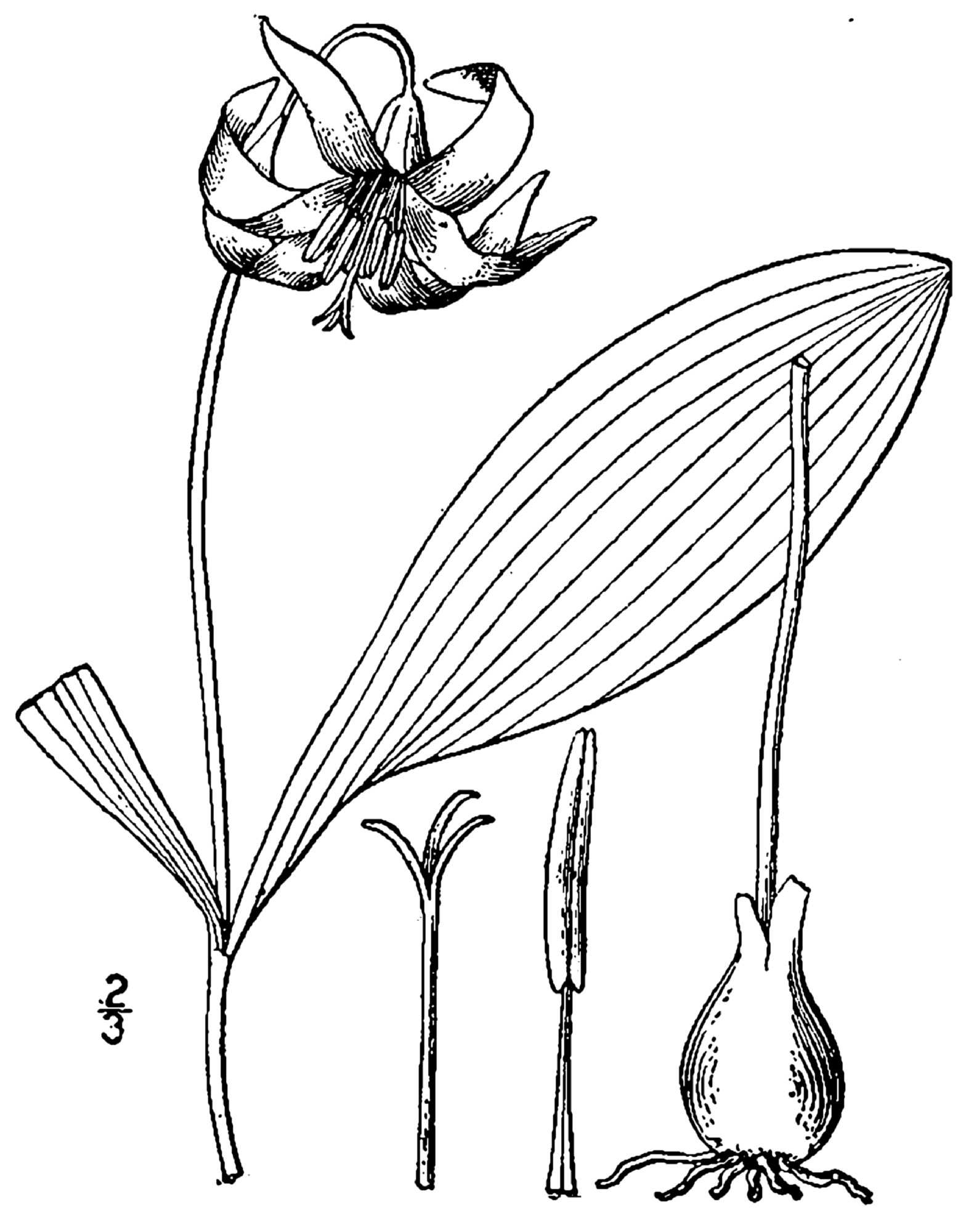
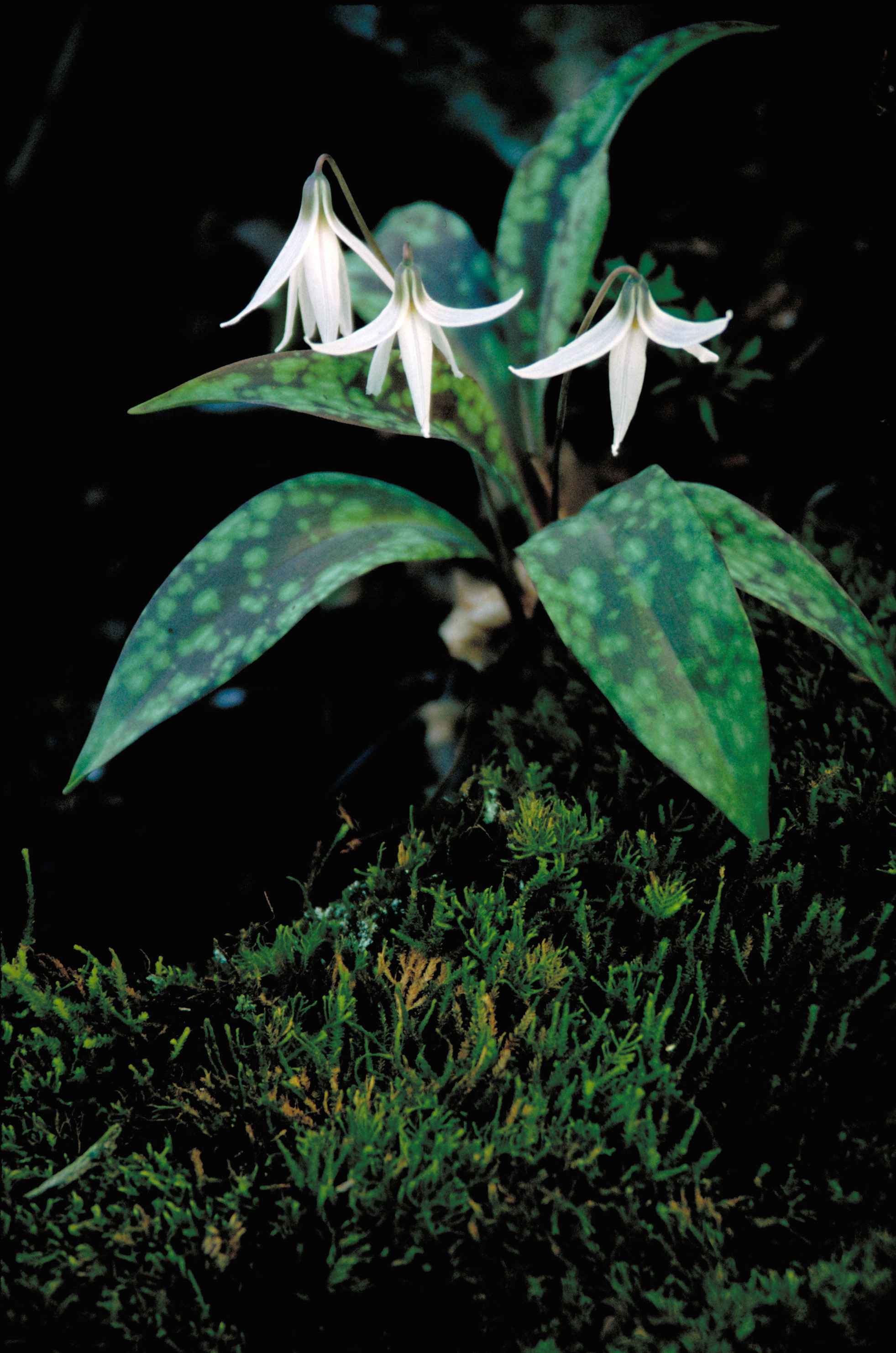
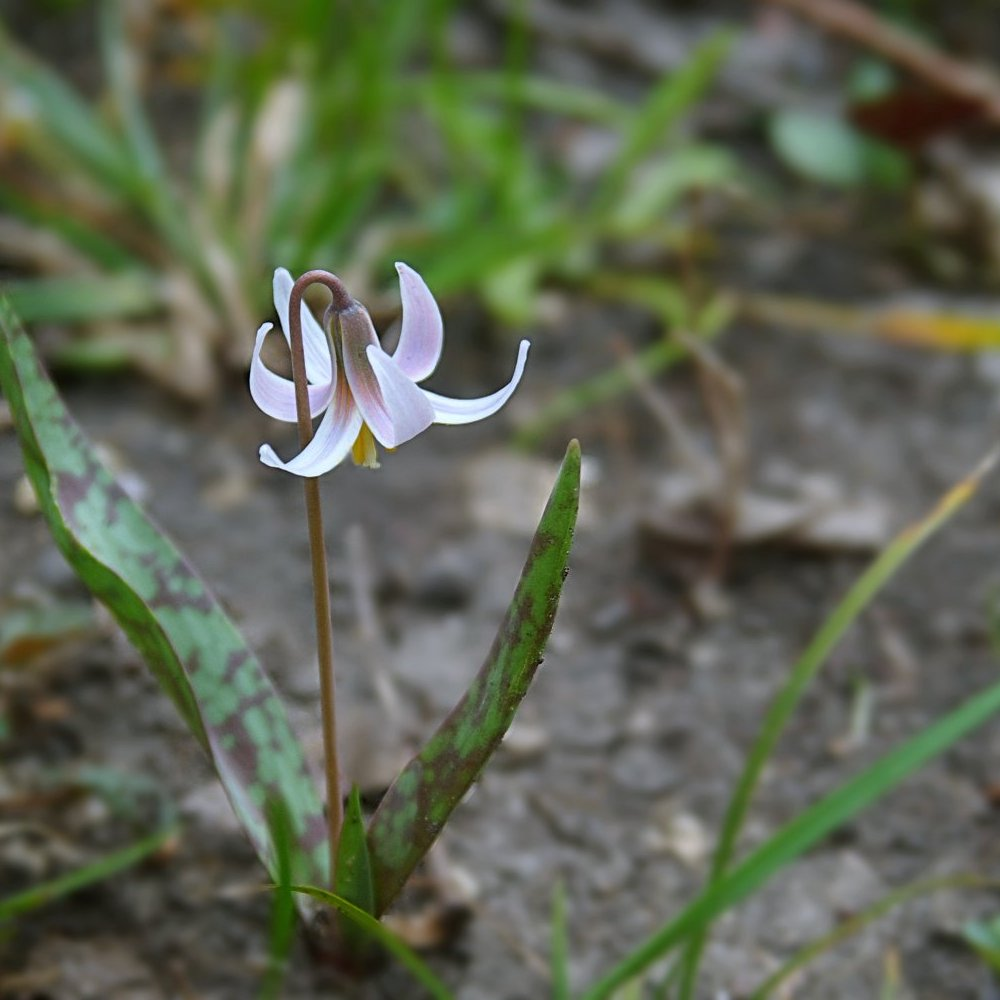